# Andrew Lincoln
Andrew James Clutterbuck (sinh ngày 14 tháng 9 năm 1973) được biết đến với nghệ danh Andrew Lincoln, là một diễn viên người Anh. Ông được biết đến nhiều nhất với vai diễn nhân vật Rick Grimes của mình trong bộ phim truyền hình nổi tiếng của đài AMC The Walking Dead. Ông lần đầu tiên gây chú ý với công chúng năm 1996 khi thủ vai Egg trong bộ phim truyền hình của BBC This Life, tiếp theo là vai diễn Simon trong thể loại phim hài kịch tình huống Teachers của Channel 4 và vai Mark trong bộ phim hài lãng mạn Love Actually.

## Tiểu sử
Andrew sinh ra ở London, Anh. Cha của ông là một kỹ sư xây dựng và mẹ là một y tá. Gia đình ông chuyển đến Kingston upon Hull khi ông được 18 tháng tuổi, và sau đó chuyển đến Bath, Somerset khi ông lên tám hoặc chín tuổi. Ông đã theo học tại trường nam sinh Beechen Cliff, nơi mà khi ở tuổi 14, ông đã có vai diễn đầu tiên của mình là Artful Dodger trong một tác phẩm do trường sản xuất là Oliver. Ông đã trải qua một mùa hè tại National Youth Theatre (Nhà hát Tuổi trẻ Quốc gia) ở London và bắt đầu quan tâm đến diễn xuất như một sự nghiệp. Sau khi rời ghế nhà trường, ông học tại Royal Academy of Dramatic Arts (RADA) và bắt đầu sử dụng tên "Andrew Lincoln" như nghệ danh chính thức của mình.

## Sự nghiệp
Andrew xuất hiện lần đầu tiên trên truyền hình năm 1994 trong "Births and Deaths", một tập trong phim Drop the Dead Donkey của Channel 4. Năm 1995, ngay sau khi hoàn thành khoá học kịch, ông đã được mời đóng vai Edgar "Egg" Cook, một trong những nhân vật chính trong bộ phim truyền hình nổi tiếng BBC This Life. Đó cũng được xem như vai diễn quan trọng đầu tiên trong sự nghiệp của ông. Ông cũng là ngôi sao trong một số phim truyền hình và phim chính kịch của Anh như The Woman in White, The Canterbury Tales và Wuthering Heights. Đáng chú ý nhất là vai diễn giáo viên tập sự Simon Casey trong Teachers, bộ phim hài kịch tình huống thành công của Channel 4. Ông cũng thủ vai chính Robert Bridge, giảng viên đại học và tâm lý học trong phim Afterlife, và thủ vai chính trong loạt phim Strike Back của Sky one năm 2010 với nam diễn viên Richard Armitage.
Andrew xuất hiện trong một số bộ phim như Human Traffic và Gangster No. 1. Ông cũng thủ vai chính cùng với diễn viên Vanessa Paradis trong Pascal Chaumeil's Heartbreaker. Đặc biệt hơn, vai diễn Mark của ông trong bộ phim Love Actually năm 2003 mang lại cho ông sự công nhận rộng rãi hơn.
Ngoài tham gia phim điện ảnh và phim truyền hình, Andrew cũng biểu diễn trong nhà hát. Anh xuất hiện trong một số vở kịch, bao gồm cả giai đoạn sản xuất của vở Hushabye Mountain vào năm 1999, Blue / Orange vở kịch được ca ngợi rộng rãi vào năm 2000 và 2001, vở The Late Henry Moss năm 2006, vở Parlour Song năm 2009, cũng như các tác phẩm phát thanh. Ông cũng là một nghệ sĩ lồng tiếng, và ông đã chỉ đạo hai tập phim trong loạt phim thứ ba Teachers, bộ phim mà ông đã giành được một đề cử giải BAFTA cho Đạo diễn mới xuất sắc nhất (Thể loại viễn tưởng) vào năm 2004.
Vào tháng 4 năm 2010, Andrew đã được chọn vào vai Rick Grimes, trong đó ông sử dụng giọng nói miền Nam Hoa Kỳ để thích ứng với vai diễn trong bộ phim truyền hình nổi tiếng The Walking Dead, được chuyển thể từ truyện tranh cùng tên. Và thuật lại các dự án của San Diego Comic-Con International vào năm 2010. Ông được ký kết cho loạt phim như một tiềm năng trong sáu năm.

## Cuộc sống cá nhân
Vào ngày 10 tháng 6 năm 2006, Andrew kết hôn với Gael Anderson, con gái của ca sĩ Ian Anderson trong ban nhạc Jethro Tull. Họ có hai người con, Matilda và Arthur. Apple Martin (con gái của Gwyneth Paltrow và Chris Martin) là phù dâu trong đám cưới của họ. Ông cũng là một người ủng hộ Arsenal FC.
Anh trai của Lincoln, Richard Clutterbuck, là lãnh đạo của trường Bristol Free.

## Phim
Phim ảnh
| Năm  | Tựa đề                    | Vai diễn           | Ghi chú                                                                    |
| ---- | ------------------------- | ------------------ | -------------------------------------------------------------------------- |
| 1995 | Boston Kickout            | Ted                |                                                                            |
| 1998 | Understanding Jane        | Party Stoner       |                                                                            |
| 1999 | A Man's Best Friend       | Man                | Phim ngắn                                                                  |
| 1999 | Human Traffic             | Felix              |                                                                            |
| 2000 | Gangster No. 1            | Maxie King         |                                                                            |
| 2000 | Offending Angels          | Sam                |                                                                            |
| 2003 | Love Actually             | Mark               | Đề cử - PFCS Award Best Ensemble Acting Đề cử - Empire Award Best Newcomer |
| 2004 | Enduring Love             | TV Producer        |                                                                            |
| 2006 | These Foolish Things      | Christopher Lovell |                                                                            |
| 2006 | Hey Good Looking!         | Pauly              |                                                                            |
| 2006 | Scenes of a Sexual Nature | Jamie              |                                                                            |
| 2006 | Comme t'y es belle !      | Paul               |                                                                            |
| 2009 | Moonshot                  | Michael Collins    | Phim truyền hình                                                           |
| 2010 | Heartbreaker              | Jonathan           |                                                                            |
| 2010 | Made in Dagenham          | Mr. Clarke         |                                                                            |

### Phim truyền hình
| Năm            | Tựa đề                         | Vai diễn            | Ghi chú |
| -------------- | ------------------------------ | ------------------- | --- |
| 1994           | Drop the Dead Donkey           | Terry               | Tập: "Births and Deaths" |
| 1995           | N7                             | Andy                | Spin-off of The Nick Revell Show |
| 1996           | Over Here                      | Caddy               | |
| 1996           | Bramwell                       | Martin Fredericks   | Tập 2.3 |
| 1996–1997      | This Life                      | Edgar "Egg" Cook    | 32 tập |
| 1997           | The Woman in White             | Walter Hartright    | |
| 1999           | Mersey Blues                   | Narrator            | Lồng tiếng |
| 2000           | Bomber                         | Captain Willy Byrne | |
| 2000           | A Likeness in Stone            | Richard Kirschman   | |
| 2001–2003      | Teachers                       | Simon Casey         | 20 tập Chỉ đạo 2 tập Đề cử – BAFTA TV Award Best New Director (Thể loại viễn tưởng) |
| 2003           | Trevor's World of Sport        | Mark Boden          | Tập 1.1 |
| 2003           | State of Mind                  | Julian Latimer      | |
| 2003           | The Canterbury Tales           | Alan King           | Tập: "The Man of Law's Tale" |
| 2004           | Holby City                     | Patient's Boyfriend | Tập: "Letting Go" |
| 2004           | Whose Baby?                    | Barry Flint         | |
| 2004           | Lie with Me                    | DI Will Tomlinson   | |
| 2005–2006      | Afterlife                      | Robert Bridge       | 14 tập Golden Nymph Outstanding Actor – Drama Series |
| 2007           | This Life + 10                 | Edgar "Egg" Cook    | |
| 2009           | The Things I Haven't Told You  | DC Rae              | |
| 2009           | Wuthering Heights              | Edgar Linton        | |
| 2010           | Strike Back                    | Hugh Collinson      | 6 tập |
| 2010–2018,2022 | The Walking Dead               | Rick Grimes         | Satellite Award for Best Cast – Television Series (2012) IGN Award Best Hero (2010) Đề cử – Critics' Choice Television Award for Best Drama Actor (2013) Đề cử – Saturn Award Best Actor on Television (2011, 2013) Đề cử – Scream Award for Best Horror Actor (2011) |
| 2013           | How Sherlock Changed the World | Narrator            | Lồng tiếng |
| 2014           | My Last Summer                 | Narrator            | Lồng tiếng |

### Kịch
| Năm       | Tựa đề              | Vai diễn | Vị trí                             | Nhà soạn kịch   |
| --------- | ------------------- | -------- | ---------------------------------- | --------------- |
| 1998      | Sugar Sugar         | Joe      | Bush Theatre                       | Simon Bent      |
| 1999      | Hushabye Mountain   | Danny    | Hampstead Theatre                  | Jonathan Harvey |
| 2000/2001 | Blue/Orange         | Bruce    | Cottesloe Theatre, Duchess Theatre | Joe Penhall     |
| 2002      | Free                | Alex     | Loft (Lyttelton Theatre)           | Simon Bowen     |
| 2006      | The Late Henry Moss | Ray      | Almeida Theatre                    | Sam Shepard     |
| 2009      | Parlour Song        | Dale     | Almeida Theatre                    | Jez Butterworth |

## Giải thưởng và đề cử
| Năm  | Giải thưởng                                        | Phân loại                                                   | Kết quả | Phim                         |
| ---- | -------------------------------------------------- | ----------------------------------------------------------- | ------- | ---------------------------- |
| 2011 | Academy of Science Fiction, Fantasy & Horror Films | Nam diễn viên truyền hình xuất sắc nhất                     | Đề cử   | -                            |
| 2004 | BAFTA Awards                                       | Đạo diễn mới xuất sắc nhất (Phim tưởng tượng)               | Đề cử   | Teachers (UK TV series)      |
| 2013 | Critics' Choice Television Award                   | Nam diễn viên xuất sắc nhất - Thể loại chính kịch           | Đề cử   | The Walking Dead (TV series) |
| 2010 | IGN Summer Movie Awards                            | Nhân vật anh hùng xuất sắc nhất trên truyền hình            | Thắng   | The Walking Dead (TV series) |
| 2007 | Monte-Carlo TV Festival                            | Nam diễn viên xuất sắc nhất - Thể loại chính kịch           | Thắng   | Afterlife (TV series)        |
| 2014 | People's Choice Awards                             | Nam diễn viên truyền hình yêu thích nhất (Phim tưởng tượng) | Đề cử   | The Walking Dead (TV series) |
| 2014 | People's Choice Awards                             | Nhân vật phản anh hùng yêu thích nhất trên truyền hình      | Thắng   | The Walking Dead (TV series) |
| 2004 | Phoenix Film Critics Society Awards                | Diễn xuất ấn tượng nhất                                     | Đề cử   | Love Actually                |
| 2004 | Empire Award                                       | Diễn viên mới xuất sắc nhất                                 | Đề cử   | Love Actually                |
| 2012 | Satellite Awards                                   | Nam diễn viên xuất sắc nhất                                 | Thắng   | The Walking Dead (TV series) |
| 2011 | Scream Awards                                      | Nam diễn viên phim kinh dị xuất sắc nhất                    | Đề cử   | The Walking Dead (TV series) |
| 2013 | TV Guide Awards                                    | Nam diễn viên yêu thích nhất                                | Đề cử   | The Walking Dead (TV series) |
| 2013 | Academy of Science Fiction, Fantasy & Horror Films | Nam diễn viên truyền hình xuất sắc nhất                     | Đề cử   | The Walking Dead (TV series) |